# Босанско-крајишки корпус ЈВуО
Босанско-крајишки корпус (Горски штаб 700) био је корпус Југословенске војске у Отаџбини који је обухватао територију између Саве и Врбаса, на југу до Ливањског и Дувањског поља, укључујући и срез Гламоч током Другог свјетског рата. Командант корпуса био је капетан војвода Урош Дреновић. Бројно стање корпуса било је око 5.000 бораца, 1943. године.

## Састав корпуса
- Начелник штаба: капетан Радомир Мирић и поручник Вукашин Марчетић
- Заменик команданта: капетан Лазар Богетић (од 1944. командант корпуса)
- Помоћник команданта: наредник Јова Мишић
- Шеф судског одељења: судски капетан Илија Јевтић, поручник Лука Ђурановић
- Шеф пропаганде: рез. п.поручник учитељ Милан Гагић
- Корпусни лекар: др Ђорђевић од новембра 1944
- Ађутант: Миле Божић

### Бригаде
- Прва крајишка „Војвода Мишић”, п. поручник Јован Пупавац
- Друга крајишка „Змијање”, командант Павле Мутић
- Трећа крајишка „Кочић”, командант Митар Тривунчић; бројно стање бригаде маја 1942 износило је 2.100 људи под оружјем. (Други батаљон ове бригаде је био Врбљански под командом Љубана Томића)
- Четврта крајишка „Мањача”, основана јула 1943, командант поручник Вукашин Марчетић